# Richard A. Roth
Richard A. Roth (* 16. September 1940 in Beverly Hills, Los Angeles, Kalifornien; † 17. März 2017 in New York City) war ein US-amerikanischer Filmproduzent.

## Leben
Richard A. Roth studierte Rechtswissenschaften an der University of California und Berkeley sowie an der Universität von Wien. Seinen Abschluss machte er an der Stanford Law School. Anschließend arbeitete er bei einer kleinen Literaturagentur, wo er das Drehbuch zu Sommer ’42 entdeckte. Er lieh sich 5000 US-Dollar von seinem Vater und kaufte das Drehbuch. Danach überzeugte er Robert Mulligan, als Regisseur mitzuwirken. Der schließlich von Warner Bros. für die vergleichsweise geringe Summe von einer Million Dollar umgesetzte Film setzte schließlich das 32-fache Einspielergebnis um und gewann einen Oscar.
Anschließend produzierte er das Drama Winter unserer Liebe, das kurz nach dem Gerichtsurteil Roe v. Wade erschien und das Thema Abtreibung thematisierte. 1975 folgte Sherlock Holmes cleverer Bruder.
1981 produzierte Roth Outland – Planet der Verdammten und 1986 Manhunter – Roter Drache und damit die erste Verfilmung von Thomas Harris’ Roman Roter Drache. Seine letzten Filme waren Zurück aus der Hölle (1989) und Havanna.
Roth trat auch als Schauspieler auf, spielte aber lediglich kleinere Rollen in unter anderem Frankenstein Junior, Der größte Liebhaber der Welt und Johnny G. – Gangster wider Willen.
Roth verstarb am 17. März 2017 im Alter von 76 Jahren eines natürlichen Todes.
Ihm wird häufig die Produktion des Oscar-nominierten Films Julia zugeschrieben. Er ist mit dem 1939 geborenen Filmproduzenten gleichen Namens aber nicht identisch.

## Filmografie
Als Produzent
- 1971: Sommer ’42 (Summer of ’42)
- 1974: Winter unserer Liebe (Our Time)
- 1975: Sherlock Holmes cleverer Bruder (The Adventure of Sherlock Holmes' Smarter Brother)
- 1981: Outland – Planet der Verdammten (Outland)
- 1986: Manhunter – Roter Drache (Manhunter)
- 1989: Zurück aus der Hölle (In Country)
- 1990: Havanna (Havana)

Als Schauspieler
- 1974: Frankenstein Junior (Young Frankenstein)
- 1975: Sherlock Holmes cleverer Bruder (The Adventure of Sherlock Holmes' Smarter Brother)
- 1977: Der größte Liebhaber der Welt (The World's Greatest Lover)
- 1980: Dreist und gottesfürchtig (In God We Tru$t )
- 1984: Johnny G. – Gangster wider Willen (Johnny Dangerously)
- 1992: Gemini (Synchronisation)